# 헤리티지 플리트
헤리티지 플리트(영어: Heritage Fleet)은 암트랙의 객차로 1946년부터 1964년까지 애치손 토피카 앤드 산타페 철도(영어: Atchison, Topeka and Santa Fe Railway)의 발주로 도입되었다. 암트랙 뷰라이너의 도입으로 현재 순차별로 퇴역 중이다.

## 같이 보기
- 암프레이트
- 암트랙 뷰라이너